# Monkey Academy
Money Academy is een computerspel dat in 1984 werd ontwikkeld door Konami en werd uitgegeven door Coleco. Het spel kwam uit voor de ColecoVision alsmede MSX-computer. Het doel van het platformspel is kinderen te leren rekenen. In een rekenkundig probleem ontbreekt een getal dat ingevuld moet worden.